# Leïla Jarbouai
Leïla Jarbouai est une historienne de l'art, commissaire d'exposition et conservatrice du patrimoine franco-tunisienne, spécialiste de l'art des XIXe et XXe siècles.

## Biographie
Ancienne élève de l'École normale supérieure Lettres et sciences humaines, diplômée de l'École du Louvre, des universités Panthéon-Sorbonne et Lyon-II et de l'Institut national du patrimoine, Leïla Jarbouai devient la conservatrice des Maisons de Victor Hugo à Paris et Guernesey en 2008. Elle rejoint l'équipe du musée d'Orsay en novembre 2012. Elle est conservatrice en chef, responsable de collections d'arts graphiques et de peintures. Elle intervient dans l'émission Secrets d'Histoire de Stéphane Bern.

## Commissariat scientifique d'expositions
- 2011 : Arnulf Rainer / Victor Hugo, Surpeintures, maison de Victor Hugo.
- 2013 : Frida Kahlo / Diego Rivera, l'art en fusion, musée de l'Orangerie, avec Beatrice Avanzi et Marie-Paule Vial.
- 2014-2015 : Les Archives du rêve, Musée de l'Orangerie et Vienne, Albertina, avec Werner Spies.
- 2015 : Des Vies et des visages, Musées de la Cour d'Or, Metz.
- 2016 : Bonnard / Vuillard, affinités électives, musée d'Orsay, avec Isabelle Cahn.
- 2016 : Les Mondes esthétiques du XIXe siècle, Séoul, National Art Center, avec Xavier Rey.
- 2017-2018 : Degas Danse Dessin, musée d'Orsay, avec Marine Kisiel.
- 2019 : Degas à l'Opéra, musée d'Orsay et National Gallery, Washington, avec Henri Loyrette, Marine Kisiel et Kimberley Jones.
- 2020 : Aubrey Beardsley, musée d'Orsay et Tate Britain, Londres, avec Caroline Corbeau Parsons et Élise Dubreuil.
- 2020 : Léon Spilliaert, Lumière et Solitude, musée d'Orsay et Royal Academy, Londres, avec Anne Adriaens Pannier.
- 2020 : Léopold Chauveau, au pays des monstres, musée d'Orsay et musée de la Piscine, Roubaix, avec Ophélie Ferlier Bouat.
- 2022-2023 : Les Arpenteurs de rêves, palais Lumière, Évian et Musée des beaux-arts de Quimper[4].
- 2022 : Rosa Bonheur, musée des beaux-arts de Bordeaux et musée d'Orsay, avec Sandra Buratti Hasan et Sophie Barthélemy[5].
- 2023-2024 : Théophile Alexandre Steinlen (1859-1923), musée de Montmartre[6].

## Publications

### Direction d'ouvrage et / ou principale autrice
- Théophile-Alexandre Steinlen (1859-1923), direction scientifique avec Saskia Ooms. Paris : In Fine, 2023, 176 p.  (ISBN 978-2-38203-143-8)
- Vincent Van Gogh, l'amour de la nature. Rouen : Éditions des Falaises, 2023, 79 p.  (ISBN 978-2-84811-626-6)
- Rosa Bonheur (1822-1899), direction d’ouvrage avec Sandra Buratti-Hasan. Paris : M'O : Flammarion, 2022, 287 p.  (ISBN 978-2-08-028096-1)
- Rosa Bonheur, le regard des animaux, avec Sandra Buratti-Hasan. Rouen : Éditions des Falaises, 2022, 79 p.  (ISBN 978-2-84811-553-5)
- Les Arpenteurs de rêves, dessins du musée d’Orsay. Paris : M'O, Musée d'Orsay : In fine ; Quimper : Musée des beaux-arts de Quimper ; Évian : Palais Lumière, 2022, 271 p.  (ISBN 978-2-38203-095-0)
- Léon Spilliaert, lumière et solitude, direction d'ouvrage avec Anne Adriaens-Pannier. Paris : Réunion des Musées nationaux-Grand Palais : Musée d'Orsay, 2020, 205 p.  (ISBN 978-2-7118-7527-6)
- « Découvrir les femmes artistes 1850-1915, un accrochage exceptionnel au musée d’Orsay », Dossier de l’art, Dijon, Faton, 2019, n°270
- Des vies et des visages, portraits d'artistes du Musée d'Orsay, direction d'ouvrage avec Claire Meunier. Milano : Silvana editoriale ; Metz métropole : Musée de la Cour d'or ; Paris : Musée d'Orsay, 2017, 199 p.  (ISBN 978-88-366-3580-1)
- Degas Danse Dessin : Hommage à Degas avec Paul Valéry. Paris : coéd. Musée d’Orsay et Gallimard, 11/2017, 256 p.  (ISBN 9782072751974)[7]
- Henri Fantin-Latour. Paris : Coédition Gallimard / Rmn - Grand Palais, coll. "Découvertes Gallimard", 09/2016, 48 p.  (ISBN 978-2-07-268743-3)[8]